# 松田朋子 (アナウンサー)
松田 朋子（まつだ ともこ、1985年9月25日 - ）は、日本のフリーアナウンサー。元熊本朝日放送アナウンサー。現在の所属事務所はジョイスタッフ。

## 人物
福岡県立修猷館高等学校を経て、九州大学法学部卒業。2009年に山陰中央テレビジョン放送（TSK）に入社、2012年8月まで在籍していた。公式プロフィールによると、TSK入社で初めて親元を離れ、山陰へ渡ったという。入社半年で地元（鳥取県）出身の竹下佳奈から地上デジタル放送推進大使の任を引き継いだ。2012年9月にKABに入社。2018年7月に退社し2019年10月から『モーニングショー』のリポーターとして仕事を復帰した。
趣味は山登り、ランニング、読書。
ドイツに一人旅した経験があるという。

## 現在の担当番組
- モーニングショー（2019年10月 - 、テレビ朝日）[3]

## 過去の担当番組

### TSK時代の担当番組
- 『TSKスーパーニュース』 - 土・日。
- 『FNNスピーク』 - 地元のローカルパート、不定期で担当。
- 『週刊・ヤッホー!』

### KAB時代の担当番組
- 『ニュース&情報ライブ くまパワ』 - 「新発見伝くまもと（毎月隔週水曜に放送）」コーナーMC、中継リポーター
- 『ファイブチャンネル』 -  メインMC（2013年2月2日放送〜2015年3月28日放送）
- 『新発見伝くまもと』（金曜14:30 - 14:40）
- 『くまパワNEWS』（月〜金曜18:25 - 18:54、メインキャスター（水〜金曜））
- 『スーパーJチャンネルくまもと』（月〜金曜18:25 - 18:54、アシスタントキャスター（月〜水曜））